# Леонидас (шоколад)
Confiserie Leonidas е белгийска компания, произвеждаща шоколад и пралини.
Основана е от Леонидас Кестекидис - сладкар от гръцки произход, живеещ в Съединените американски щати, който постига голям успех на международните изложения в Брюксел (1910) и Гент (1913) и решава да остане в Белгия.
Днес компанията разполага с 3 фабрики в Брюксел и над 1700 магазина по целия свят.